# Feuillantines
Pour la pâtisserie, voir Feuillantine.
Les feuillantines étaient un ordre catholique de religieuses bernardines de l'étroite obédience qui suivait la réforme des feuillants. 

## Historique

### Création
Les feuillantines ou feuillantes furent créées par Jean de la Barrière. Approuvées par le pape Sixte-Quint, elles eurent pour première supérieure Marguerite de Polastron, veuve de Jean de Grammond seigneur de Saubens. La première communauté d'une dizaine de religieuses,établie à quelques distances du château de Saubens sur une terrasse dominant la Garonne doit rapidement s’établir plus largement et Monseigneur Du Bourg évêque de Rieux consacre le premier monastère de l'ordre à Montesquieu-Volvestre le 23 mai 1588.

### Extension
Devant l’étendue de leur succès, l'archevêque de Toulouse obtient du pape Sixte V une seconde bulle imposant la translation de l'ordre à Toulouse, ce qui est chose faite le 12 mai 1599 au faubourg Saint-Cyprien en 1599. À cette date, le couvent accueille Antoinette d'Orléans-Longueville, descendante par sa mère de Saint-Louis, cousine au deuxième degré de Henri IV et jeune veuve du marquis de Belle-Isle. Elle fait construire une partie de l'église et le cloître. De là, les Feuillantines se développent à Bordeaux en 1602 avec la fondation de l'ordre associé des Ursulines puis à Arles.

### Les Feuillantines à Paris
En 1622 Anne d'Autriche, à la demande d'Anne Gobelin, fille d'un des célèbres teinturiers de ce nom, fit venir à Paris une colonie de feuillantines et les établit faubourg Saint-Jacques sur l'emplacement de la rue qui garde leur nom. Les feuillantines portaient une robe de laine blanche et un voile noir. La Révolution française mit fin à leur congrégation. Au cours du Premier Empire, Sophie Trébuchet et ses trois enfants habitèrent un temps l’ancien couvent. Plus tard, Victor Hugo évoquera ces feuillantines.

## Source
- Nouveau Larousse illustré. Dictionnaire universel encyclopédique, publié sous la direction de Claude Augé, quatrième tome (E-G), édition année 1900.